# Will (Name)
Will, bisweilen auch Wil, ist ein deutscher und englischer Vor- und Familienname.

## Namensträger

### Künstlernamen
- Will, belgischer Comiczeichner (1927–2000), siehe Willy Maltaite
- Will (Sänger) (* 1999), italienischer Popsänger

### Vorname

#### A – G
- Will Acton (* 1987), kanadisch-US-amerikanischer Eishockeyspieler
- Will Alsop (1947–2018), britischer Architekt und Maler
- Will Arnett (* 1970), kanadischer Schauspieler
- Will Barton (* 1991), US-amerikanischer Basketballspieler
- Will Berthold (1924–2000), deutscher Schriftsteller und Sachbuchautor
- Will Bradley (1912–1989), US-amerikanischer Big-Band-Leader und Posaunist
- Will Brandenburg (* 1987), US-amerikanischer Skirennläufer
- Will Brandes (1928–1990), deutscher Schlagersänger
- Will Bratt (* 1988), britischer Automobilrennfahrer
- Will Brüll (1922–2019), deutscher Künstler
- Will Bynum (* 1983), US-amerikanischer Basketballspieler
- Will Champion (* 1978), britischer Musiker und Schlagzeuger
- Will Claye (* 1991), US-amerikanischer Weit- und Dreispringer
- Will Connell (1938–2014), US-amerikanischer Jazz- und Improvisationsmusiker
- Will Crothers (* 1987), kanadischer Ruderer
- Will Danin (1942–2025), deutscher Schauspieler
- Will Davison (* 1982), australischer Automobilrennfahrer
- Will Dohm (1897–1948), deutscher Schauspieler
- Will Downing (* 1965), US-amerikanischer Soul- und House-Sänger und Songwriter
- Will Eisenmann (1906–1992), staatenloser Komponist
- Will Eisner (1917–2005), US-amerikanischer Zeichner von Comics
- Will Ferrell (* 1967), US-amerikanischer Filmschauspieler sowie Film- und Fernsehproduzent
- Will Forte (* 1970), US-amerikanischer Schauspieler, Komiker, Autor und Synchronsprecher
- Will Friedwald (* 1961), US-amerikanischer Jazz-Kritiker, Autor und Produzent
- Will Geer (1902–1978), US-amerikanischer Film- und Theaterschauspieler
- Will Glahé (1902–1989), deutscher Akkordeonist, Komponist und Bandleader
- Will Gluck, US-amerikanischer Regisseur, Produzent und Drehbuchautor
- Will Greenwood (* 1972), englischer Rugby-Union-Spieler
- Will Grigg (* 1991), nordirischer Fußballspieler
- Will Grohmann (1887–1968), deutscher Kunsthistoriker und Kunstkritiker

#### H – P
- Will Haunschild (1911–1999), deutscher Maler und Gebrauchsgrafiker
- Will H. Hays (1879–1954), US-amerikanischer Politiker
- Will Hodgman (* 1969), australischer Politiker
- Will Höhne (1909–1993), deutscher Schlagersänger
- Will Hoy (1953–2002), britischer Automobilrennfahrer
- Will Hughes (* 1995), englischer Fußballspieler
- Will Humburg (* 1957), deutscher Dirigent
- Will Hurd (* 1977), US-amerikanischer Politiker
- Will Hutchins (1930–2025), US-amerikanischer Schauspieler
- Will Jennings (1944–2024), US-amerikanischer Songwriter
- Will Johnson (* 1987), kanadischer Fußballspieler
- Will Kirk Kaynor (1884–1929), US-amerikanischer Politiker
- Will Keane (* 1993), englischer Fußballspieler
- Will Kleber (1906–1970), deutscher Mineraloge, Kristallograph und Petrologe
- Will Kymlicka (* 1962), kanadischer Politikwissenschaftler und Philosoph
- Will Lee (1908–1982), US-amerikanischer Schauspieler
- Will Lee (* 1952), US-amerikanischer Bassist, Sänger und Komponist
- Wil Lofy (1937–2021), Luxemburger Bildhauer und Maler
- Will Yun Lee (* 1971), US-amerikanischer Schauspieler
- Will McBride (1931–2015), US-amerikanischer Fotograf und bildender Künstler
- Will Meisel (1897–1967), deutscher Tänzer, Komponist und Verlagsgründer
- Will Merrick (* 1993), britischer Schauspieler
- Will E. Neal (1875–1959), US-amerikanischer Politiker
- Will Oldham (* 1970), US-amerikanischer Schauspieler, Songwriter und Musiker
- Will Patton (* 1954), US-amerikanischer Schauspieler
- Will Peltz (* 1986), US-amerikanischer Schauspieler
- Will Petschenig (* 1995), kanadisch-schweizerischer Eishockeyspieler
- Will Potter (* 1980), US-amerikanischer unabhängiger Journalist
- Will Poulter (* 1993), britischer Filmschauspieler
- Will Power (* 1981), australischer Automobilrennfahrer

#### Q – Z
- Will Quadflieg (1914–2003), deutscher Theater-, Film- und Fernsehschauspieler
- Will Ramos (* 1994), US-amerikanischer Metal-Sänger
- Will Rasner (1920–1971), deutscher Journalist und Politiker (CDU)
- Will Richter (1910–1984), deutscher Klassischer Philologe
- Will Rogers (1879–1935), US-amerikanischer Humorist
- Will Rogers (1898–1983), US-amerikanischer Politiker
- Will Rogers junior (1911–1993), US-amerikanischer Politiker
- Will Rothhaar (* 1987), US-amerikanischer Schauspieler
- Will Routley (* 1983), kanadischer Radrennfahrer
- Will Sampson (1933–1987), US-amerikanischer Schauspieler und Maler
- Will Sasso (* 1975), kanadischer Schauspieler und Comedian
- Will Schaber (1905–1996), deutschsprachiger Journalist und Publizist
- Will Schwarz (1894–1946), deutscher Maler
- Will Schwarz (1907–1992), deutscher Architekt
- Will Self (* 1961), britischer Schriftsteller und Journalist
- Will Shade (1898–1966), US-amerikanischer Musiker
- Will Smith (* 1968), US-amerikanischer Schauspieler, Filmproduzent und Rapper
- Will Smith (1981–2016), US-amerikanischer American-Football-Spieler
- Will Steinberg (1892–1934), deutscher Librettist
- Will Stevens (* 1991), britischer Automobilrennfahrer
- Will Tremper (1928–1998), deutscher Journalist, Regisseur und Drehbuchautor
- Will Vesper (1882–1962), deutscher Schriftsteller und Literaturkritiker
- Will Vinton (1947–2018), US-amerikanischer Filmproduzent, Regisseur und Animator
- Will Völger (1893–1968), deutscher evangelischer Theologe und Sozialethiker
- Will Wehling (1928–1975), deutscher Filmkritiker und Leiter der Westdeutschen Kurzfilmtage
- Will Wright (William H. Wright; 1894–1962), US-amerikanischer Schauspieler
- Will Wright (William Ralph Wright; * 1960), US-amerikanischer Spieleentwickler
- Will Young (* 1979), britischer Sänger und Schauspieler

### Familienname

#### A
- Abel Will (ca. 1515– ca. 1575), altpreußischer Pfarrer und Übersetzer ins Prußische
- Alfred Will (1906–1982), deutscher Grafiker
- Allie Will (* 1991), US-amerikanische Tennisspielerin
- Anne Will (* 1966), deutsche Fernsehjournalistin
- Anton Will (1752–1821), deutscher Mediziner
- Arthur Will (1848–1912), Landwirt und Mitglied des Deutschen Reichstags

#### B
- Bernhard Will (* 1959), deutscher Fußballspieler
- Bob Will (1925–2019), US-amerikanischer Ruderer
- Bradley Roland Will (1970–2006), US-amerikanischer Journalist und Aktivist

#### C
- Christian Will (1927–2019), deutscher Politiker (CSU)
- Christiane Will (* 1971), deutsche Ruderin
- Clifford Will (* 1946), kanadischer theoretischer Physiker
- Cornelius Will (1831–1905), deutscher Archivar, Diplomatiker und Mittelalterhistoriker

#### D
- Daniela Will (* 1989), deutsche Journalistin und Fernsehmoderatorin
- David Will (Sportfunktionär) (1936–2009), schottischer Sportfunktionär
- David Will (Reiter) (* 1988), deutscher Springreiter
- Diana Will (* 1937), britische Diskuswerferin
- Dionysius Will (1867–1912), katholischer Geistlicher und Mitglied des Deutschen Reichstags

#### E
- Édouard Will (1920–1997), französischer Althistoriker
- Eduard Will (1854–1927), Schweizer Politiker
- Erich Will (* 1931), deutscher Schauspieler
- Ernest Will (1913–1997), französischer Klassischer Archäologe
- Ernst Will (1885–1950), deutscher Politiker (CDU)
- Erwin Will (1896–?), deutscher Generalarzt
- Eugen Johann Will (1877–?), deutscher Jurist und Diplomat

#### F
- Florentin Will (* 1991), deutscher Komiker
- Frank Will (* 1966), freier Musiker und Produzent
- Franz von Will (1830–1912), bayerischer Generalmajor
- Franz Ferdinand Will (1747–1814), deutscher Pfarrer und Naturforscher
- Freddy Will (Wilfred Kanu Jr.; * 1977) amerikanisch-kanadischer Schriftsteller, Philanthrop und Hip-hop Künstler

#### G
- Georg Andreas Will (1727–1798), deutscher Professor und Historiker
- Georg Hugo Will (Georg Will; 1898–1965), deutscher Theaterleiter und Kabarettmanager
- Georg Will (Politiker) (1873–nach 1924), deutscher Politiker (BVP)
- Georg Will (Kristallograph) (1930–2019), deutscher Mineraloge und Kristallograph
- George Will (* 1941), US-amerikanischer Journalist und Autor
- Gerd Ludwig Will (* 1952), deutscher Politiker (SPD)
- Günter Will (1916–1999), deutscher Historiker und Offizier, zuletzt Oberst der Bundeswehr

#### H
- Hans-Peter Will (1899–1990), deutscher Politiker (SPD)
- Heinrich Will (Politiker) (1808–1876), deutscher Politiker
- Heinrich Will (Chemiker) (1812–1890), deutscher Chemiker
- Heinrich Will (Maler) (1895–1943), deutscher Maler
- Heinrich Will (Leichtathlet) (1926–2009), deutscher Speerwerfer
- Hellmuth Will (1900–1982), deutscher Jurist und Oberbürgermeister von Königsberg (Preußen)
- Hermann Will (1852/53–1930), deutscher Botaniker
- Hugo Will (1899–1945), deutscher römisch-katholischer Geistlicher und Märtyrer

#### I
- Isabel Will (* 1994), deutsche Schauspielerin

#### J
- Jay Will, US-amerikanischer Schauspieler
- Johann Friedrich Will (1815–1868), deutscher Mediziner, Naturwissenschaftler und Zoologe
- Johann Ludwig Will (1710–1771), deutscher Pfarrer
- Johann Martin Will (1727–1806), deutscher Kupferstecher, Künstler, Verleger und Herausgeber
- Josef Will (1895–1976), deutscher Politiker
- Julian Will (1890–1941), Abgeordneter der deutschen Minderheit im polnischen Sejm
- Julius Will (1865–1940), deutscher Schauspieler

#### M
- Magnus Will (1867–1896), deutscher Jurist
- Martin Will (* 1967), deutscher Rechtswissenschaftler
- Matthias Will (* 1947), deutscher Bildhauer
- Mathias Will (* 1965), deutscher Künstler, Autor und Filmemacher
- Michael Will (* 1968), deutscher Jurist

#### N
- Nathaniel Will (* 1989), niederländischer Fußballspieler
- Nikolai Will (* 1981), deutscher Schauspieler

#### O
- Otto Will (1891–1963), deutscher Generalleutnant der Wehrmacht
- Otto Will-Rasing (1901–1979), deutscher Schauspieler und Theaterintendant

#### P
- Paul Will (SS-Mitglied) (1888–1968), deutscher SS-Brigadeführer und Generalmajor der Polizei
- Paul Will (Fußballspieler) (* 1999), deutscher Fußballspieler
- Peter Will (Widerstandskämpfer) (1896–1945), niederländischer Fleischbeschauer und Widerstandskämpfer
- Peter Will (Unternehmensberater) (* 1964), deutscher Unternehmensberater und Prädikant

#### R
- Rainer Will (1954–2022), deutscher Schauspieler
- Rainer Will (Ökonom) (* 1979), österreichischer Handelsexperte und Autor
- Renate Will (* 1947), deutsche Politikerin (FDP)
- Robert Will (1910–1998), französischer Kunsthistoriker, Architekt und Archäologe
- Robert Will (1925–2019), US-amerikanischer Ruderer, siehe Bob Will
- Roman Will (* 1992), tschechischer Eishockeytorwart
- Rosemarie Will (* 1949), deutsche Juristin
- Rosemarie Will (Autorin) (1952–2024), deutsche Autorin
- Rudolf Will (1893–1963), deutscher Politiker (FDP)

#### S
- Sabine Mangold-Will (* 1972), deutsche Historikerin
- Sofia Will (* 2000), deutsche Jazzmusikerin
- Stefan Will (* 1959), deutscher Komponist
- Steffen Will (* 1974), deutscher Schauspieler
- Susanne Will (1920–1991), deutsche Opernsängerin (Mezzosopran)
- Sylvia Will, deutsche Radrennfahrerin

#### T
- Thomas Will (Architekt) (* 1951), deutscher Architekt und Denkmalpfleger
- Thomas Will (Politiker) (* 1959), deutscher Politiker (SPD)
- Thomas Will (Jurist) (* 1960), deutscher Jurist
- Thomas Will (Radsportler) (* 1966), deutscher Radrennfahrer

#### U
- Uwe Will (* 1941), deutscher Künstler

#### W
- Waltrud Will-Feld (1921–2013), deutsche Politikerin (CDU), MdB
- Wilhelm Will (1854–1919), deutscher Chemiker
- Wilhelm Ludwig Will (1726–1786), deutscher Mediziner, siehe Wilhelm Ludwig Willius
- Wolfgang Will (Journalist) (* 1931), deutscher Journalist
- Wolfgang Will (* 1948), deutscher Althistoriker